# Episodi di Compagni di università (seconda stagione)
La seconda e ultima stagione della serie televisiva Compagni di università, composta da 8 episodi, è stata interamente pubblicata a livello internazionale sul servizio di video on demand Netflix l'11 gennaio 2019.
| nº | Titolo originale     | Titolo italiano          | Pubblicazione USA | Pubblicazione Italia |
| -- | -------------------- | ------------------------ | ----------------- | -------------------- |
| 1  | The Engagement Party | La festa di fidanzamento | 11 gennaio 2019   | 11 gennaio 2019      |
| 2  | Storage Unit         | La cantina               | 11 gennaio 2019   | 11 gennaio 2019      |
| 3  | Out All Night        | Fuori tutta la notte     | 11 gennaio 2019   | 11 gennaio 2019      |
| 4  | The Bachelor Party   | L'addio al celibato      | 11 gennaio 2019   | 11 gennaio 2019      |
| 5  | Old Habits           | Vecchie abitudini        | 11 gennaio 2019   | 11 gennaio 2019      |
| 6  | Free Fall            | Caduta libera            | 11 gennaio 2019   | 11 gennaio 2019      |
| 7  | Fireworks            | Fuochi d'artificio       | 11 gennaio 2019   | 11 gennaio 2019      |
| 8  | The Wedding          | Il matrimonio            | 11 gennaio 2019   | 11 gennaio 2019      |